# Emmanuel Korir
Emmanuel Korir, född 15 juni 1995, är en kenyansk friidrottare som tävlar i medeldistanslöpning och kortdistanslöpning.

## Karriär
Vid världsmästerskapen i friidrott år 2022 vann Korir guld på 800 meter. Vid olympiska sommarspelen 2020 vann han guld på samma distans.